# Arquivo Duetos 2
Arquivo_Duetos 2 é um álbum de Zeca Baleiro, lançado apenas em formato digital, sendo o segundo de uma série de 3 volumes lançados em comemoração aos seus 20 anos do lançamento de seu primeiro álbum (Por Onde Andará Stephen Fry?), e que reúnem gravações raras e dispersas de seu catálogo musical.

## Faixas
| N.º | Título                                               | Compositor(es)                   | Duração |  |
| 1.  | "O Mar Me Leva (com Zizi Possi)"                     | Zeca Baleiro                     | 3:51    |  |
| 2.  | "Nossa Lenda (com Dany Lopez)"                       | Dany Lopez e Zeca Baleiro        | 4:46    |  |
| 3.  | "Colher e Faca (com Alessandra Maestrini)"           | Zeca Baleiro                     | 2:47    |  |
| 4.  | "Bacio D’ Amore, Bacio Di Morte (com Carlos Careqa)" | Carlos Careqa                    | 3:45    |  |
| 5.  | "Asa Partida (Ao Vivo) (com Amelinha)"               | Raimundo Fagner e Abel Silva     | 4:50    |  |
| 6.  | "Obsessão (com Chico Salem)"                         | Chico Salem e Zeca Baleiro       | 4:35    |  |
| 7.  | "Onde a Gente Mora (com Namastê)"                    | Marlos Soares da Silva           | 4:42    |  |
| 8.  | "El Desierto (com Gabi Milino)"                      | Gabi Milino                      | 3:47    |  |
| 9.  | "Tão Só (com Landau)"                                | Landau                           | 3:39    |  |
| 10. | "Dia de São Nunca (com Sander Mecca)"                | Márcio Policastro e Leo Nogueira | 4:17    |  |
| 11. | "Ondas (com Teresa Salgueiro)"                       | Aldo Brizzi e Tuzé de Abreu      | 3:49    |  |